# Бессарабська селянська партія
Бессарабська селянська партія (рум. Partidul Țărănesc din Basarabia, БСП — PȚB або PȚ-Bas; також Partidul Țărănesc Basarabean, Partidul Țărănist Basarabean) або Молдавська національно-демократична партія (Partidul Național-Democrat Moldovenesc) — аграрна політична партія, що діяла в Румунському королівстві та, точніше, в регіоні Бессарабія. Складаючи різні прорумунські та регіоналістські фракції, які існували в Молдавській Демократичній Республіці, вона була об'єднана спільною опозицією до більшовицької Росії та комунізму. PȚB, заснований у серпні 1918 року, очолювали Пан Халіппа та Іон Інкулец, які спочатку представляли, відповідно, його праве та ліве крило; Іон Пеліван був співголовою.
Фактично урядова партія Бессарабії після офіційного союзу з Румунією, БСП здобула велику перемогу на виборах 1919 року, коли вона стала третьою за популярністю партією у Великій Румунії та важливим партнером в уряді. Тому її кооптував Парламентський блок, сформований навколо Румунської національної партії, доки уряд останньої не було повалено Народною партією. Хоча вона втратила кілька своїх розділів перед виборами 1920 року, вона все ж виграла Бессарабію зі значним відривом, відкрито підтримуючи справу децентралізації та регіональної автономії.
Об'єднавшись із національною опозицією до 1921 року, БСП фактично розкололася через злиття в групу, сформовану Селянською партією Іона Міхалаке та незалежною аграрною фракцією на чолі з Костянтином Стере. Халіппа підтримав таке злиття і вивів своїх прихильників з БСП; Інкулець повернув собі керівництво партією, а в 1922 році уклав альянс з правлячими націонал-лібералами. Незначно перемігши Халіппу та Стере на виборах 1922 року, БСП знову було кооптовано до уряду. Інкулец та його прихильники увійшли до Національної ліберальної партії на початку 1923 року, залишивши вцілілу основну партію, щоб злитися з Румунською національною партією у вересні.

## Історія

### Витоки
БСП було офіційно засновано в Кишиневі 23 серпня 1918 року, через кілька місяців після приєднання Бессарабії до Румунії. Це був злиття двох груп, які раніше існували в Молдавській Демократичній Республіці. Багато кадрів, у тому числі Халіппа, належали до «Молдавського блоку», який представляв фракцію румунського націоналізму в Сфатул Церій, республіканському законодавчому органі. Сам Блок був пережитком Молдавської національної партії (МНП), яка існувала після Лютневої революції — коли Бессарабія ще була частиною Російської Республіки. За словами історика Андрія Чемартана: «Самі члени [БСП] не намагалися приховати, що змінилася лише назва, тобто Національна молдавська партія стала Селянською партією, оскільки змінилися обставини».
До БСП також входили етнічні румуни, які об'єдналися з «Селянською фракцією» Сфатул Церій (Fracția Țărănească). Помітними членами останнього були Інкулець (його номінальний лідер), Пантелеймон Ерхан і Володимир Циганко. Згадки про «Бессарабську селянську партію» сягають епохи до Першої світової війни. Фракція з такою назвою існувала в російській Державній думі після виборів 1907 року. Центром якої був Діонісій Гулікін, вона виступала за визнання румунської мови державною мовою Росії. Ця ж назва пізніше використовувалася в поширеній мові для селянської фракції Сфатул Церій.
Різні філії Селянської фракції, як і інші майбутні кадри БСП, належали до лівих партій Росії. Інкулець і Даніел Чугуряну були есерами і тривалий час підтримували зв'язки з російським Тимчасовим урядом. Більш ліворуч Іон Буздуган і Герман Пинтя об'єдналися з більшовиками. У листопаді 1917 року, майже за рік до офіційної реєстрації БСП, партія з такою ж назвою брала участь у виборах до Установчих зборів. До його списку входили, серед інших, Інкулець, Пинтя та Халіппа. Хоча результати виборів «ніколи не були повністю зведені в таблицю», пізніші підрахунки показали, що Селянська рада є одним із найважливіших політичних гравців, отримавши від 35 % до 37 % зарахованих голосів за сильної підтримки з боку румуномовних сільське населення. Результати дозволили б партії отримати 5 із 13 бессарабських депутатських місць, стільки ж, скільки й місцеві есери; навпаки, МНП, набравши лише 2–3 % голосів, не змогла б виграти жодного.
У тому ж місяці Інкулець був обраний президентом Республіки Молдова його колегами у Сфатул. За словами вченого Чарльза Апсона Кларка, його співпраця з Молдавським блоком була суто прагматичною: оскільки Жовтневий переворот повалила езерів, він перейшов від підтримки російського федералізму до збереження своєї республіки як незалежної держави, і потребував підтримки націоналістів. Пеліван завжди з підозрою ставився до справжніх мотивів президента, а пізніше офіційно заявив, що Інкулец був ненадійним і насправді не відданий своїй країні, а «належав до російської нації». Інкулец захищався від таких звинувачень. У своїй розповіді він просто видавав себе за революціонера, сподіваючись відмовити радикалів від повалення його уряду та «приховати свої [патріотичні] почуття».
Під час свого перебування на посаді президента Інкулец неохоче дозволив румунським сухопутним військам взяти на себе ефективний контроль над країною, сподіваючись використати їх проти більшовицьких повстанців. На заклик Інкулеца, Чугуряну та Пантелімона Ерхана Сфатул проголосив повну незалежність республіки 23 січня 1918 року. У березні це було скасовано новим голосуванням щодо союзу, коли Інкулец і Чугуряну стали міністрами Бессарабії в румунському кабінеті Александру Марґіломана. Обидва вони, разом із Пеліваном, були обрані до Палати депутатів Румунії на виборах влітку 1918 року.
|                   |
| Йон Інкулец, 1918 |

|                       |
| Даніел Чугуряну, 1930 |

|                    |
| Герман Пинтя, 1918 |

|                    |
| Іон Буздуган, 1914 |

### Ранні цілі
За словами Кемартана, створення нової партії відображало підозру бессарабців щодо політики Марґіломана, і, зокрема, їхній страх, що його Консервативна партія виступає проти бажаної аграрної реформи. На своїй першій сесії 1918 року БСП обрав Халіппу головою; Пеліван і Штефан Голбан були віце-президентами. До першого в історії Центрального комітету (ЦК) увійшли Халіппа, Голбан, Інкулець, Чугуряну, Теофіл Йонку, Ґеорґе Стирча та кілька членів автономної Бессарабської дирекції: Петру Казаку (головний директор), Ніколае Бівол, Штефан Чобану, Іон Костін.
Новий націоналістично-аграрний альянс виступав за радикальну платформу, вимагаючи земельної реформи з повною експропріацією та збереження регіональної автономії в межах Великої Румунії. Іншими основними пропозиціями були загальне виборче право (зокрема для жінок), заохочення до кооперативного ведення сільського господарства та запровадження безкоштовної початкової освіти. Вона обрала назву «Бессарабська селянська партія» лише в останню хвилину: Халіппа та Чугуряну запропонували назву «Національно-демократична партія», яка продовжувала використовуватися як альтернатива протягом місяців після заснування партії. Цю назву використовували Пеліван і Халіппа приблизно в 1906 році, коли вони вперше спілкувалися з Костянтином Стере та Емануїлом Ґавріліце, випускаючи газету Basarabia.
У листопаді 1918 року кілька його депутатів від Сфатул — у тому числі Циганко, Володимир Крісті, Михайло Мінчуне та Теодор Нікітюк — приєдналися до протесту разом із делегатами від Молдавського блоку, етнічних меншин і профспілок. Вони вимагали скасування воєнного стану в Румунії та проведення виборів до нових регіональних зборів. Партія допомогла проштовхнути проєкт земельної реформи під час останньої сесії парламенту Бессарабії (27 листопада). Однак на той час БСП в цілому перейшов до більш поміркованого проекту земельної реформи (з компенсацією) і прийняв централізм. Чугуряну обіймав посаду міністра у справах Бессарабії в урядовій команді Костантіна Коанде і добився дозволу йому та іншим членам регіональної адміністрації брати участь у виборах, не відмовляючись від своїх посад. 17 листопада БСП поглинула Бессарабську народну лігу (БНЛ), яка існувала з вересня. 6 грудня колишній лідер БНЛ Васіле Барке був призначений віце-президентом БСП разом із Чобану, а Холбан став касиром.
Прихід до влади в Румунії кабінету Національно-ліберальної партії (НЛП) дозволив лідерам БСП залишитися в адміністраціях Бессарабії. На регіональному рівні БСП незабаром зіткнулася з іншою націоналістичною групою під назвою «Румунська ліга». Створений Казаку та Володимиром Герцею в березні 1919 року, він був спрямований на боротьбу з «абсолютизмом і винятковістю» бессарабських селян. Воно звинуватило Халіппу в демонтажі старої мережі адміністративної автономії та громадянських свобод, зокрема земств. Тоді як БСП об'єдналася з БНЛ на центральному рівні, Ліга об'єдналася з опозиційною Консервативно-демократичною партією. Пеліван, який лобіював Бессарабію на Паризькій мирній конференції, написав Інкулецу у відповідь, скаржачись, що «росіяни та євреї» паплюжать румунську адміністрацію. Коли бессарабський посланник Есера Марк Слонім заявив, що регіон насправді опирався приєднанню до Румунії, Інкулец назвав його «ідіотом».
|                          |
| Пантелімон Халіппа, 1930 |

|                       |
| Іон Пеліван, ca. 1910 |

|                         |
| Штефан Голбан, ca. 1930 |

БСП незабаром почала організовуватися на місцях. Її першою газетою була Cuvânt Moldovenesc, стара трибуна МНП, яку вона відновила в новому виданні в 1918 році. Інші політичні трибуни з'явилися лише в 1919 р. — тижневик «Cuvântul Țăranului» (1919) у Кагулі. У 1918 році Хараламбіє Візанті вже створив Селянську партію Кагулського повіту, яка прагнула бути визнаною секцією БСП. Це визнання так і не відбулося: у січні 1919 року БСП повідомила Візанті та його послідовників, що команда під керівництвом Іона Балберау представляє її на місцевому рівні. У результаті Візанті приєднався до Румунської ліги, сформувавши групу «консервативних націоналістів», яка безпосередньо конкурувала з БСП.
Послідувало кілька місяців агітації через невеликі «селянські з'їзди», на яких були присутні партійні еміненти. Пинтя організував одну таку зустріч 4 лютого 1919 року для округу Четатя-Албе. Протягом наступних тижнів і місяців ця секція залучала членів із різних культур. Серед них Діонісій Ерхан, ієрарх Бессарабської православної митрополії, разом з Даніелем Ердманом і Андреасом Відмером, обидва з яких були лідерами бессарабських німців; інші філії були місцеві українці та болгари. Історик Іон Ґуменяї також зазначає, що більшість тих, хто виступив у БСП у Хотинському повіті на початку 1919 року, були або слов'янами, або бессарабськими євреями.
27–29 квітня 1919 року Халіппа, Барке та Мінчіуне організували Селянський з'їзд, куди було запрошено 130 сільських делегатів з усієї Бессарабії для обговорення проекту земельної реформи, а також для ознайомлення з програмою БСП. Це визначило лінію партії, яку слід було зберегти на загальних виборах у листопаді 1919 року, які були першим досвідом Румунії щодо загального виборчого права чоловіків. У квітні 1919 року відбулося розширення та перестановка. Бівол, Казаку, Костін і Старча вибули; як нові члени ЦК увійшли Буздуган, П. Ерхан, Мінчіуне, Пантеа, Пеліван, Антон Кріхан, Василе Мандреску, Ніколае Секара та Ніколае Суручану . Кріхан і Чобану були двома віце-президентами, а Халіппа була повторно підтверджена як голова. Партія також обрала політичну символіку та виборчий логотип: перехрещені коса та граблі. На виборчих дільницях Хотинського повіту цей символ замінили серпом.

### Парламентський блок
Партія здобула значні успіхи на виборах у листопаді 1919 р., перших, що охопили всю Велику Румунію. БСП був фактично в альянсі з Демократичною націоналістичною партією (ДНП), яка базувалася в Румунії, з Румунською національною партією (РНП) Трансільванії та Партією демократичного союзу (ПДС) Буковини. Лідер ДНП Ніколає Йорга балотувався до Асамблеї за списком БСП в Оргеєві разом із Васіле Строеску, який був старійшиною РНП і руху за емансипацію. БСП також запропонував відповідні посади Іону Ністору з ПДС та Юліу Маніу з РНП, але вони відхилили цю пропозицію. Артур Вейтояну, номінально незалежний прем'єр-міністр Румунії, звернувся до БСП, щоб стати їхнім кандидатом в окрузі Ізмаїл. Хоча це було схвалено Халіппою, ця спроба була відхилена Інкулецем і стала першим із кількох інцидентів, що розділили двох лідерів.
Перед цими виборами БСП включив до своїх лав антикомуністичну групу, Бессарабську лігу проти більшовизму, засновник якої, генерал Александру Анастасіу, балотувався за списками селян до Сенату. Однак, за словами румунського історика (та політика НЛП) Ґеорґе Бретіану, голоси бессарабців були в основному зібрані «крайніми лівими» партіями, що відображає неприйняття бессарабською громадськістю румунського істеблішменту. У повіті Лапушна БСП отримав підтримку від лівих євреїв, включаючи офіційні обіцянки підтримки з боку Генерального Бунду; старий лівий Замфір Арборе успішно балотувався в списку БСП на місце в Сенаті Кишинева.
Нарешті, їхні політичні супротивники звинуватили членів адміністрації БСП у шахрайстві та зловживанні владою, оскільки вибори проходили в умовах надзвичайного стану. Деякі з них взагалі бойкотували вибори. Румунська ліга висувала кандидатів лише в окрузі Кагул, яких і перемогли; він залишався єдиним виборчим округом, не повною мірою підтриманим селянами. БСП фактично не мав супротивників у Хотині та Ізмаїлі, ні для Асамблеї, ні для Сенату. Це також було безперечно для місць Асамблеї Тягині. Бессарабські селяни отримали більшість регіональних голосів і стали третьою партією на національному рівні, маючи 72 місця в Асамблеї — НЛП мала 103, трохи випереджаючи свого суперника, РНП, який мав 99. Строеску був найстарішим членом Асамблеї, і як такий мав право керувати процедурами за відсутності обраного Президента Асамблеї; він також був першим бессарабцем, який отримав це право. БСП також направив до Сенату 37 своїх членів, тобто майже всю кількість бессарабських делегатів до цієї палати.
Перемога юніоністської партії була проведена в Румунії як демократичне підтвердження об'єднання та фактично плебісцит. Це було використано як доказ легальності об'єднання самою БСП, проти претензій більшовиків, білоемігрантів та УНР, які всі вимагали поділу Бессарабії. Проте, БСП також висловив застереження щодо румунського централізму, і деякий час його лідери розглядали можливість утворення суто регіонального союзу з іншими депутатами з Бессарабії, Буковини, Трансільванії та Банату. Як резюмував Кемартан: «Бессарабські еліти та громадська думка воліли уникати освячених партій, оскільки [їхнє регіональне] поширення могло принести з собою небажані звичаї та методи».
Партія знайшла лише ідеологічну спільну мову з Селянською партією Іона Міхалаке (СП), яка посіла четверте місце. Дві групи принципово погодилися підтримати національну платформу селянських прав і представництва; такі делегати, як Барка, почали обговорювати можливість злиття «десь у найближчому майбутньому». В Асамблеї БСП відігравала вирішальну роль: її депутати були життєво важливими для будь-якої правлячої коаліції. 25 листопада після інтенсивних дебатів БСП і ДНП погодилися підтримати Парламентський блок і його призначеного прем'єр-міністром Александру Вайду-Воєводу. Блок також складався з СП, ПДС та залишків Лейбористської партії. Інкулець, Халіппа та Пеліван були призначені на посади міністрів у кабінеті Вайди. Як повідомляється, 25 грудня Александру Міце, обраний депутатом повіту Бельці, звернувся до Вайди з листом протесту, у якому говорилося про те, що влада Румунії причетна до «жахливих злочинів» проти населення Бессарабії. У цьому тексті також стверджувалося, що бессарабці почали обурюватися румунами в цілому, зневажливо називаючи їх «циганами». Як зазначив академік Юліан Чіфу, звернення Міце багато цитувалося в пізнішій автономістській та молдовській літературі, але взагалі не фігурує в парламентських записах.

Результати виборів PȚB. Зеленим позначено округи, які перемогли в результаті розгрому в листопаді 1919 року; темно-зелений колір — це три округи, які забезпечували партію найпостійнішою підтримкою аж до її розпуску в 1923 році

Незважаючи на неодноразові спроби Йорги провести земельну реформу на власних умовах коаліції, король Фердинанд I наказав уряду Вайди піти у відставку, який призначив прем'єрство Александру Авереску (березень 1920 р.). Внутрішні розбіжності спричинили розкол БСП за тижні до травневих виборів. Народна партія (НП) Авереску поширила пропозицію про злиття. Інкулець прийняв це, але його колеги погрожували виключенням. 21 квітня з'їзд БСП змусила його відмовитися від посади міністра у справах Бессарабії, яку він обіймав під час шести послідовних режимів. Невелика фракція, очолювана Сергіу Ніце, вийшла з БСП і приєдналася до Авереску. Незадоволені роботою в опозиції, Чугуряну та його послідовники також відокремилися та балотувалися як «Партія демократичного союзу Бессарабії», але, не здобувши жодного місця, перейшли до НЛП. Пізніше Інкулець заявив, що він відсторонився від Чугуряну, якого він звинуватив у веденні «особистого бізнесу» всередині партії.

### Рух до автономізму
Партія, яка заснувала інші місцеві газети, зокрема Viața Basarabiei Кишинева (заснована 1921) та Secera міста Ізмаїл (1922), приєдналася до очолюваної СП Федерації національної соціал-демократії (FDNS), що складається з більшості опозиційні сили. Тим часом Ніце був нагороджений посадою міністра у справах Бессарабії, і його централізаційна кампанія протиставила його колишнім колегам. Берке (сам колишній член НП) звинуватив Ніцу в очищенні адміністрації від кадрів БСП. В іншому протистоянні Кріхан, депутат від БСП округу Бельці, висловив своє невдоволення: «Ми не сприймали об'єднання Бессарабії з Румунією як те, що ми віддаємо її вам для експлуатації». Те ж саме стверджував Пеліван, згідно з яким «справді демократична держава» потребувала «повної децентралізації адміністративного та економічного життя». У свою чергу, Володимир Кьореску від НП звинуватив Чугуряну та Інкулеца в тому, що вони «монополізували» регіональну владу, «виштовхнувши зі свого шляху всі цінні елементи Бессарабії». Він також заперечив, що БСП грала будь-яку роль у забезпеченні союзу.
З'їзд також прийняв нову програму, що містила радикальні, «часом соціалістичні» вимоги і набувала «ліворадикального спрямування». У ньому знову підтверджується необхідність загальної земельної реформи, додаючись при цьому нові вимоги: неполітична форма самоврядування, мінімальна заробітна плата, участь робітників в управлінні та ліквідація жандармерії, яка має бути замінена на «бажано набрану на місцях» миротворців. Деякі з депутатів партії відзначилися в ФДНС своїм радикалізмом, прихильністю до сепаратизму; помірковані під керівництвом Пелівана були схильні до НЛП, яка обіцяла їм обмежену автономію. Пеліван критично оцінив рішення уряду розформувати регіональну дирекцію, яка займалася виконавчою владою в Бессарабії, зазначивши, що «багато [російських] державних службовців зараз голодують», і стверджуючи, що румунські адміністратори встановили систему розграбування «Румунської Каліфорнії». Він також виступав за відновлення земств і пропонував запровадити їх також у Старому Королівстві. Заспокоєння партії відбулося в квітні 1920 року, коли Авереску відновив бессарабські ідеї у своєму власному законі про земельну реформу, зменшивши суму компенсації позбавленим землі власникам.
Самі вибори відзначилися фізичними зіткненнями між владою та опозицією. Інкулец був заарештований під час агітації в Комраті; в Корнешти жандарм застрелив двох селян, намагаючись придушити агітацію кандидата від БСП. Як зазначалося в адміністративних звітах того часу, сама громадськість голосувала проти централізму, за партію, яка обіцяла їм розпустити жандармерію. Незважаючи на дедалі менші розколи та насильницькі інциденти під час передвиборчої кампанії, БСП змогла отримати 23 (або 25) мандати в Асамблеї та 6 у Сенаті, отримавши більшість голосів у регіонах (48 %), трохи випередивши парламентарів НП (на 46 %). Її володінням була три округи, що складалися з Бельців, Тигіни та Сорок, де вони здобули абсолютну перемогу; вона втратила округ Ізмаїл (місце народження Авреску), захоплене НП з розгромом.
Позиція БСП в опозиції стала приводом для суперечок між іншими партіями. Починаючи з березня її посланці почали переговори про злиття з СП Міхалаче. Цьому кроку особливо опирався Пеліван, який вважав, що політичне життя також вимагає децентралізації. У переговорах також брала участь ДНП, але Йорга відкинув тісний альянс між БСП і Костянтином Стере, якого Йорга вважав зрадником часів війни. Після виключення Андрея Скобіоали, Халіппа зумів добитися того, щоб Стере балотувався як кандидат від БСП, але не член БСП, на довиборах у Сороках. У перші місяці 1921 року опозиція розпалася на фракції. Йорга, президент Асамблеї, відмовився підтвердити депутатський мандат Стере, викликавши осуд з боку спеціальної коаліції партійців, лейбористів і соціалістів. Це питання було розглянуто Конгресом у листопаді 1920 року, який проголосував за продовження FDNS, але також наклав вето на будь-яке злиття.
Халіппа і Стере діяли разом. За словами Йорги, Халіппа погрожувала виходом з парламенту, а Стере оголосив (до роздратування Інкулеца), що Бессарабія дозріла для революції. Рухаючись до центру, Інкулец наклав вето на приєднання Стере до БСП, його протистояння з Халіппою майже розкололи партію на дві частини. Після нового партійного з'їзду в травні 1921 року і Халіппа, і Інкулец відкинули постійні чутки про те, що «Незалежна селянська партія» Стере об'єдналася з БСП, незважаючи на втручання Міхалаке на користь Стере. Прихильники Халіппи ухвалили резолюцію, в якій схвалювали пізніший союз з СП, а також заявляли про свою неявну співпрацю з «усіма демократичними силами» проти «реакційних тенденцій олігархії». Така термінологія стосувалася СП і НЛП і відштовхувала групу Інкулеца, яка наближалася до порозуміння з націонал-лібералами.

### Розколи та розпад
Протягом наступного місяця Стере вдалося отримати приєднання семи депутатів від БСП, включаючи Халіппу та Йона Кодряну. 18 липня Халіппа, Стере та 10 інших депутатів офіційно приєдналися до СП. Вони «зберегли певну автономію» всередині останньої, забезпечивши важливу бессарабську виборчу базу для Міхалаче. Основна фракція БСП, очолювана Інкулецем, взяла на себе контроль над партією під час відсутності Халіппи, що завадило злиттю стати більш ніж розколом. 22 липня партія проголосувала за виключення Халіппи, Буздугана, Холбана та Мінчуне. Інкулец був головою, а також Пеліван і Барка; Іон Маковей, Міце, А. Гропа та Е. Думбрава були кооптовані до ЦК. Насправді кілька останніх уже покинули партію та перейшли на бік Халіппи. Партія «Інкулеца» представляла лише два бессарабські виборчі округи (Лепушна та Оргеїв); решта перейшли до Халіппи або перестали бути членами партії.
Інкулец зареєстрував символ коси та граблів як свій, але був змушений продати свій журнал Cuvânt Moldovenesc, щоб уберегти партію від банкрутства. Партійними газетами стали Glasul Basarabiei та власна Basarabia Пантеа. Останній часто нападав на Халіппу, називаючи його такими епітетами, як «шовініст» і «неотесаний». БСП вийшла з FDNS і об'єдналася з НЛП, але натомість попросила, щоб остання партія відмовилася від своїх виборчих підрозділів у Бессарабії. На початку 1922 року Йонел Братіану сформував кабінет націонал-лібералів і призначив загальні вибори в березні. Група Інкулеца, також відома на місцевому рівні як «Селянська ліберальна партія» (Partidul Țărănesc Liberal) або «Незалежна партія бессарабських селян», співпрацювала з НЛП лише в повітах Ізмаїл та Четатя-Алба; в інших місцях вона балотувалася як опозиційна партія. Кампанія в основному велася проти Стере та НП і була зосереджена на підкресленні іміджу партії як справжнього спадкоємця аграрної легітимності. Пізніше таку тактику критикував Стере, який назвав БСП «демагогічною» і «антинаціональною».
Результати були неоднозначними. Під час першої гонки за сенат перемога була дуже незначною: Інкулець та його союзники з НЛП мали 13 місць, тоді як НП виграла 11, причому Стере особисто переміг Інкулеца в Бельцях. Завдяки відкритій і шахрайській підтримці уряду НЛП Інкулец повторив свій успіх 1919 року в боротьбі за членство в Асамблеї. БСП отримала 22 місця депутатів і четверту позицію на національному рівні, тоді як у Бессарабії відділення НП Халіппи здобуло лише 7 місць (партія Авереску отримала менше 2 % регіональних голосів).
12 березня НЛП, БСП і ПДС сформували правлячу коаліцію на підтримку Бретіану. У жовтні 1922 року Інкулец, який знову обійняв посаду міністра у справах Бессарабії, створив новий Центральний комітет із такими членами, як Пантеа та Барка. Отже, Пеліван і Кріхан відновили старий ЦК і проголосували за виключення інших, звинувативши їх у саботажі, і розірвали всі зв'язки з урядом. Група Інкулеца приєдналася до НЛП 20 січня 1923 року і разом із групою Чугуряну створила історично сильний відділ націонал-лібералів у Кишиневі. Два видатних лідери очолили окрему та маргіналізовану фракцію всередині більшої партії, часто критикуючи підбір кадрів у НЛП. У них також був давній конфлікт між собою. Незначний БСП на чолі з Пеліваном об'єднався з НП в рамках «Бессарабського блоку», який у березні 1923 р. підписався під протестом проти «спроби НЛП поневолити цілий народ». На той час було шість парламентарів БСП: Бівол, Кріхан, Пеліван, Володимир Казакліу, Порфіріє Фале та Костянтин Мораріу. Група вижила незалежно лише до вересня того ж року, коли сам Пеліван приєднався до опозиційної НРП.

## Виборча історія

### Законодавчі вибори
| Вибори   | голосів | % | Палата депутатів Румунії | Сенат Румунії | Позиція |
| -------- | ------- | - | ------------------------ | ------------- | ------- |
| 1919 рік |         |   | 72 / 568                 | 35 / 216      | 3-й     |
| 1920 рік |         |   | 23 / 366                 | 6 / 166       | 5-й     |
| 1922 рік |         |   | 22 / 372                 | 13 / 148      | 4-й     |